# Ajla Tomljanović
Ajla Tomljanović (n. 7 mai 1993, Zagreb, Croația) este o tenismenă profesionistă croato-australiană. Ea a câștigat patru titluri la simplu și trei la dublu pe Circuitul ITF. Cea mai înaltă poziție în clasamentul WTA la simplu este locul 32 mondial, la 3 aprilie 2023, iar la dublu locul 47 mondial, la 5 ianuarie 2015. La juniori, ea a câștigat titlul de dublu fete de la Australian Open 2009 cu Christina McHale. În martie 2009, ea a ajuns pe locul 4 mondial la junioare.